# Ossificação endocondral

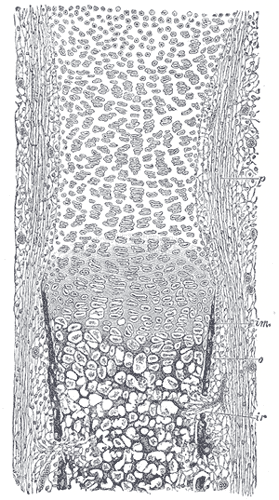

A ossificação endocondral acontece quando as células mesodérmicas se transformam em células produtoras de cartilagem, antes do início da formação do osso. É um processo muito mais lento que a ossificação intramembranosa e ocorre na maioria das partes do esqueleto, principalmente nos ossos longos.
A ossificação endocondral ocorre utilizando uma peça de cartilagem hialina como molde, que tem formato similar ao produto ósseo final, mas tamanho reduzido. Na primeira etapa do processo, a cartilagem hialina sofre alterações, com hipertrofia dos condrócitos; redução e calcificação da matriz cartilaginosa, com a formação de tabiques e apoptose dos condrócitos. Em seguida, as cavidades deixadas pela morte dos condrócitos são invadidas por capilares sanguíneos, que trarão células mesenquimais indiferenciadas do tecido conjuntivo adjacente para o interior das cavidades. Essas células irão se diferenciar em osteoblastos, que passarão a secretar matriz óssea. Assim, passa a haver tecido ósseo onde antes havia cartilagem, com os tabiques servindo de ponto de apoio para a calcificação.
Os osteoblastos, ao produzir a matriz óssea acabam se englobando, dando origem a lacunas e canalículos. A partir desde momento o osteoblasto é denominado osteócito, quando está totalmente imerso na matriz óssea. Simultaneamente à produção de matriz pelos osteoblastos, há a invasão da região mediana do osso por osteclastos, derivados de macrófagos da corrente sanguínea (que normalmente se localizam na face exterior dos ossos, em lacunas da matriz óssea denominadas lacunas de Howship), que pelo processo de reabsorção óssea criam um canal interno, que rapidamente se expande longitudinalmente no osso, formando o canal medular.
A primeira região do molde de cartilagem hialina a sofrer ossificação é o futuro periósteo, derivado do pericôndrio do molde cartilaginoso, formando um cilindro que envolve o futuro osso, chamado colar ósseo.Enquanto se forma o colar ósseo, as células cartilaginosas envolvidas por ele aumentam de volume e morrem por apoptose, com conseguinte calcificação de sua matriz óssea. Capilares penetram essa cartilagem calcificada levando células osteoprogenitoras que irão se diferenciar em osteoblastos e secretarão matriz óssea. Em preparados histológicos, pode-se diferenciar a cartilagem calcificada por ser basófila, enquanto o tecido ósseo depositado sobre ela (matriz óssea) é acidófilo.
Essa penetração por vasos sanguíneos irá formar um centro de ossificação chamada centro primário. Ele ocupa o centro da diáfise e irá se expandir longitudinalmente rapidamente, acompanhado por um crescimento também longitudinal do periósteo. Desde o início da formação do centro primário de ossificação surgem osteoclastos, trazidos pelo suprimento sanguíneo, que irão reabsorver matriz óssea no interior do osso para a formação do canal medular. Essa será colonizada por células-tronco hematógenas, que serão ativas durante e após a vida intrauterina.
Mais tarde, ocorre o surgimento de centros secundários de ossificação, na epífise (extremidade) do molde cartilaginoso, embora em momentos diferentes em cada epífise. O mecanismo de ossificação é semelhante, mas o crescimento é radial, e não longitudinal. O interior da epífise também é ocupado por medula óssea.
Após a deposição de matriz óssea nas epífises, restará tecido cartilaginoso apenas em dois locais: nos pontos de articulação, e em uma placa de cartilagem chamada de disco epifisário. Ela é composta de cartilagem hialina que não foi calcificada e será responsável pelo crescimento ósseo do indivíduo, até sua calcificação completa ao redor dos 20 anos de idade.
Esse tipo de ossificação é característico dos disco epifisários onde são observadas várias faixas de acordo com o estágio de ossificação:
1. Zona de repouso: Cartilagem hialina intocada, sem nenhuma alteração morfogênica.
2. Zona de proliferação: condrócitos dividem-se rapidamente e formam fileiras ou colunas paralelas de células achatadas e empilhadas no sentido longitudinal do osso.
3. Zona de cartilagem hipertrófica: Condrócitos muito volumosos e apoptóticos, com matriz reduzida a tabiques delgados.
4. Zona de cartilagem calcificada: Mineralização dos tabiques
5. Zona de ossificação: Deposição final de matriz óssea.